# Pan bagnat
Il pan bagnat (anche riportato con la grafia pan-bagnat) o pan bagna (talora traslitterato alla francese come pain bagnat) è un panino tradizionale di Nizza, in Francia, a volte servito come antipasto.

## Etimologia e storia
Il nome del panino deriva dal locale dialetto nizzardo pan banhat o pan bagnat, che significa letteralmente "pane bagnato". Pertanto, il pain di pain bagnat è frutto di una trascrizione errata. Il termine "pane bagnato" allude al fatto che l'alimento viene intriso di olio. Un tempo preparato per riutilizzare il pane raffermo il pan bagnat è divenuto col tempo un cibo da strada tradizionale della città francese.

## Caratteristiche e preparazione
Il panino è composto da due fette di pain de campagne, un tradizionale pane integrale francese, che racchiudono della salade niçoise, un'insalata composta principalmente da verdure crude, uova sode, acciughe e/o tonno, olio di oliva extra vergine, sale e pepe. Per preparare il pan bagnat bisogna prendere del pane casereccio tondo che, dopo essere stato tagliato in due parti ed eventualmente strofinato con aglio, viene farcito con tonno, acciughe, pomodoro a fette, olive, olio d'oliva extra vergine, sale e pepe. Il pan bagnat può anche contenere rucola, basilico, carciofi e aceto di vino rosso.